# Lachnocaulon ekmanii
Lachnocaulon ekmanii är en gräsväxtart som beskrevs av Wilhelm Willy Otto Eugen Ruhland. Lachnocaulon ekmanii ingår i släktet Lachnocaulon och familjen Eriocaulaceae. Inga underarter finns listade i Catalogue of Life.